# فرناندو أرسي
فرناندو إنريكي أرسي رويز (بالإسبانية: Fernando Arce) (مواليد 24 أبريل 1980 في تيخوانا) لاعب كرة قدم مكسيكي دولي يجيد اللعب في خط الوسط . لعب لصالح نادي سانتوس لاغونا المكسيكي عام 2008 .

## مسيرته الكروية
لعب فرناندو أرسي خلال مسيرته الاحترافية مع 8 أندية في ثمانية عشر موسمًا وسجل خلالها 57 هدفًا ضمن 466 مباراة. ولم يفز بأي موسم بالكأس وفاز في موسمين بالدوري.
خاض فرناندو أرسي مسيرته مع أتلاتيكو إيرابواتو في موسم 2000–01 ولمدة موسمين، مشاركًا في 21 مباراة سجل خلالها هدفين. ثم انتقل إلى نادي تيبورونيس روخوس دي فيراكروز في موسم 2001–02 ولمدة موسمين، حيث شارك في 54 مباراة سجل خلالها 8 أهداف. لينتقل بعدها إلى نادي أتلانتي إف سي في موسم 2003–04 لمدة موسم واحد، مشاركًا في 34 مباراة سجل خلالها 6 أهداف. ثم انتقل إلى نادي موريليا الرياضي في موسم 2004–05 ليلعب معه أربعة مواسم، مشاركًا في 110 مباراة سجل خلالها 23 هدفًا. هذا وانتقل لاحقًا إلى نادي سانتوس لاغونا في موسم 2007–08 ليلعب معه أربعة مواسم، مشاركًا في 104 مباراة سجل خلالها 10 أهداف. ثم انتقل بعدها إلى نادي تيخوانا في موسم 2011–12 واستمر معه طيلة ثلاثة مواسم، مشاركًا في 90 مباراة سجل خلالها 6 أهداف. ليعود وينتقل من جديد، لكن هذه المرة إلى نادي غوادالاخارا في موسم 2014–15 لمدة موسم واحد، مشاركًا في 25 مباراة سجل خلالها هدفين. لينتقل بعدها إلى دورادوس سينالوا في موسم 2015–16 لمدة موسم واحد، مشاركًا في 28 مباراة ولم يسجل أي هدف.

## روابط خارجية
- فرناندو أرسي على موقع الاتحاد الدولي (مؤرشف)  (الإنجليزية)
- فرناندو أرسي على موقع قاعدة بيانات كرة القدم.إي يو (الإنجليزية)
- فرناندو أرسي على موقع ناشيونال فوتبول تيمز (الإنجليزية)
- فرناندو أرسي على موقع Soccerway.com (الإنجليزية)
- فرناندو أرسي على موقع كووورة
- فرناندو أرسي على موقع AS.com (الإسبانية)